# Марьевское
Марьевское (укр. Мар'ївське) — село,
Варваровский сельский совет,
Синельниковский район,
Днепропетровская область,
Украина.
Код КОАТУУ — 1224880509. Население по переписи 2001 года составляло 79 человек.

## Географическое положение
Село Марьевское находится на правом берегу реки Осокоровка,
выше по течению на расстоянии в 2 км расположено село Дубо-Осокоровка,
ниже по течению на расстоянии в 1 км расположено село Зелёное,
на противоположном берегу — село Варваровка.